# 우시성
우시성(프랑스어: Château d' Ouchy)은 1889년에서 1893년 사이에 장 자크 메르시에가 스위스 로잔의 오래된 중세 성 자리에 지은 호텔이다.
그것은 산도즈 가문 재단(Sandoz Family Foundation)의 호텔 부문에 속한다.

## 역사
그것은 1170년경에 로잔 주교에 의해 레만호 유역에 탑으로 처음 건설되었다. 1세기 후에 재건되어 주교, 특히 기욤 드 바락을 위한 요새화된 거주지로 변형되었다. 감옥으로도 사용되었다. 성은 1609년에 버려졌고, 탑은 잿더미로 변했다. 베른이 떠난 후 보주는 그것을 되찾았고, 1885년에 토지 일부를 장 자크 메르시에(Jean-Jacques Mercier)에게 팔았다. 새 주인은 성을 철거함으로써 성을 근본적으로 변화시켰다. 폐허와 오래된 건물은 탑만 남겨두고 있다.
성은 1889년에서 1893년 사이에 신고딕 양식으로 재건되어 호텔로 개조되었다.

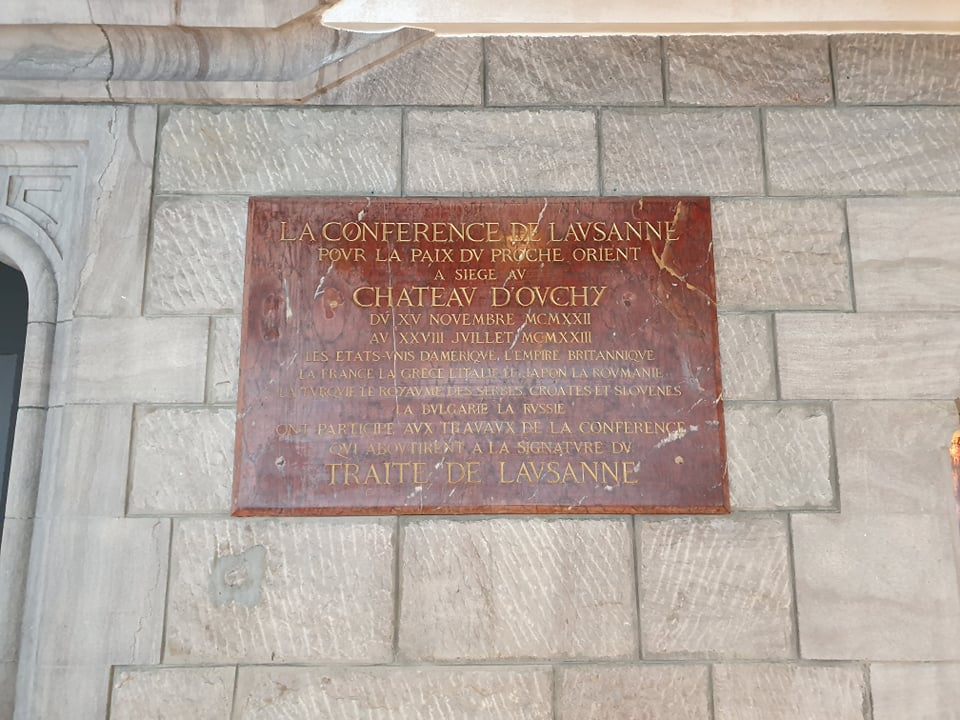
1923년 로잔 조약의 명패

조셉 그루에 따르면 많은 로잔 조약의 주요 인물이 호텔에 머물고 있었고, 평화 조약을 기념하는 명판이 있다.